# マニジピン
マニジピン（Manidipine）はカルシウム拮抗剤（ジヒドロキシピリジン系）に属する高血圧治療薬の一つである。血管の平滑筋に存在するカルシウムチャネルを遮断して筋肉の収縮を妨げるので、血管が拡張して血圧が低下する。

## 副作用
重大な副作用として添付文書に記載されているものは、一過性意識消失、脳梗塞、無顆粒球症、血小板減少、心室性期外収縮、上室性期外収縮、紅皮症である。発現率はいずれも0.1%未満である。

## 薬物動態
マニジピンを経口的に服用した後、最高血中濃度に達するまでの時間は平均3.6時間であり、半減期は2相性で、α相は1.52時間、β相は7.25時間であった。